# Giovanni Ambrogio Bicuti
Giovanni Ambrogio Bicuti (Acqui, 7 dicembre 1607 – Acqui, 11 marzo 1675) è stato un vescovo cattolico italiano, vescovo della diocesi di Acqui dal 1647 fino alla sua morte.

## Biografia
Giovanni Ambrogio Bicuti nacque ad Acqui il 7 dicembre 1607 da Antonio, notaio ducale e Luciana Camerina; la famiglia Bicuti non era una famiglia nobile ma una storica famiglia acquese che vantava varie personalità meritorie nella storia civica della città ma che ai tempi di Giovanni Ambrogio era da tempo decaduta costringendolo a vivere in ristrettezze. 
Studiò prima nel collegio dei barnabiti fondato da uno dei suoi predecessori, Camillo Beccio, per poi trasferirsi a Mantova e infine concludere i propri studi nel seminario di Acqui; in quegli anni contrasse la peste ma riuscì a guarire e nel 1632 venne ordinato sacerdote ad Asti.
Nel 1633 divenne notaio della cattedrale di Santa Maria Assunta e nel 1634 ne fu nominato canonico. In questo periodo a causa di una disputa tra il capitolo della cattedrale e il vescovo Felice Crova venne inviato a Roma, dove ne approfittò per conseguire una laurea in diritto canonico e civile. 
Rientrato ad Acqui, dopo la risoluzione del dissidio tra Crova e la cattedrale, si erano create antipatie e invidie nei suoi confronti che lo portarono alla richiesta di trasferimento presso la parrocchia di Bistagno.
Intanto nel 1645 Felice Crova moriva e il papa eleggeva nel dicembre dello stesso anno come suo successore l'acquese Clemente Della Chiesa priore della chiesa di San Giovanni Lanero a Nizza Monferrato, il quale però non sarebbe mai stato consacrato nel suo nuovo ruolo in quanto deceduto prima che questo potesse avvenire. 
Alla morte di Della Chiesa la voce sparsa per la diocesi era quella che il favorito come prossimo vescovo fosse il parroco di Cairo, diffondendo un generalizzato malumore in città che desiderava un vescovo autoctono.
Da questa situazione emergeva Bicuti, che tra le lamentele presso la Santa Sede dei suoi detrattori e grazie alla protezione di Maria Gonzaga veniva eletto vescovo di Acqui il 27 maggio 1647. Ricevuta la consacrazione episcopale il 2 giugno a Roma nella chiesa di Santa Maria in Vallicella dal cardinale Pier Luigi Carafa, giungeva ad Acqui il 19 giugno per fare il suo solenne ingresso in diocesi il giorno dopo, che coincideva con il Corpus Domini.
Durante il suo episcopato si ricordano tre sinodi: il primo tenuto dal 1647 al 1649, il secondo tre il 1655 e il 1657 e l'ultimo nel 1662; tra le più importanti questioni emerse da questi c'è il ripristino del culto di San Maggiorino e il decreto che istituiva in ogni parrocchia lo studio della dottrina cristiana.
Gli anni del suo episcopato furono interessati a varie problematiche: dalle solite contestazioni tra i sindaci dei paesi che si dichiaravano contrari o incapaci di sostenere il vitto e l'alloggio del vescovo durante le sue visite alla soppressione dei "conventini" (i conventi dove risiedevano meno di tre religiosi) voluta da Innocenzo X con la bolla "Instaurandae Regulari disciplinae".
Fu anche attivo nello sviluppo dell'architettura sacra nella diocesi: commissionò a Giovanni Monevi di Visone i nuovi stucchi del presbiterio della cattedrale, datati 1668 e fu durante il suo episcopato che la cappella votiva a Guido d'Acqui, che la città aveva fatto voto di costruire nel 1613, fu completata, permettendo nel 1655 di traslarci all'interno le ceneri del santo.
Morì nel 1675 dopo lunga malattia.

## Genealogia episcopale
La genealogia episcopale è:
- Cardinale Guillaume d'Estouteville, O.S.B.Clun.
- Papa Sisto IV
- Papa Giulio II
- Cardinale Raffaele Riario
- Papa Leone X
- Papa Clemente VII
- Cardinale Antonio Sanseverino, O.S.Io.Hieros.
- Cardinale Giovanni Michele Saraceni
- Papa Pio V
- Cardinale Innico d'Avalos d'Aragona, O.S.Iacobi
- Cardinale Scipione Gonzaga
- Patriarca Fabio Biondi
- Papa Urbano VIII
- Cardinale Cosimo de Torres
- Cardinale Pier Luigi Carafa
- Vescovo Giovanni Ambrogio Bicuti